# Euroliga Masculina de Hockey Hierba
La Euroliga Masculina de Hockey Hierba (Euro Hockey League o EHL en idioma inglés) es la máxima competición de hockey sobre hierba a nivel de clubes en Europa, en categoría masculina. Se disputa anualmente, bajo la organización de la Federación Europea de Hockey.
El torneo con su actual denominación y formato se creó en 2007, como continuador de la antigua Copa de Europa (en inglés: European Cup)

## Historia
La primera edición del Torneo Europeo de Campeones fue organizada en 1969 por el club RTHC Wellington de Bruselas, con motivo de su 40.º aniversario. Tomaron parte los campeones nacionales de ocho países: Club Egara (España), MDA Roma (Italia), SV Kampong (Países Bajos), Royal Léopold Club (Bélgica), KS Warta Poznań (Polonia), FC Lyon (Francia) y Slavoj Vyšehrad (Checoslovaquia); con la ausencia del campeón de Alemania del Este, reemplazado por el Lille francés. Resultó vencedor el Club Egara, que participaba en condición de campeón de España (Copa del Generalísimo) al no existir todavía la actual liga española.
Hasta el año 1973 se disputó como torneo no oficial, para denominarse Copa de Europa de Campeones desde esa temporada hasta el año 2007, donde toma su actual denominación.

## Sistema de competición
Toman parte en el torneo 24 clubes en representación de las 12 federaciones de la Federación Europea de Hockey con mejor ranking. Dicha clasificación se elabora en relación con los resultados obtenidos por los representantes de cada país en la Euro Hockey League y la EuroHockey Club Trophy en las tres temporadas precedentes.
Los cupos para designar los 24 representantes se reparten del siguiente modo:
- Países entre el 1.º y 4.º puesto del EHF Club Ranking: 3 plazas (total 12 clubes)
- Países entre el 5.º y 8.º puesto del EHF Club Ranking: 2 plazas (total 6 clubes)
- Países entre el 8.º y 12.º puesto del EHF Club Ranking: 1 plaza (total 6 clubes)

La primera fase de la competición es una liguilla: los 24 equipos se dividen por sorteo en ocho grupos de tres equipos, enfrentándose según un sistema de liga, a partido único. Los dos primeros clasificados de cada grupo —en total 16 equipos— obtienen el pase a la siguiente ronda. Los partidos de esta primera ronda se disputan durante el mes de octubre, en dos sedes neutrales.
El resto del torneo se disputa según un sistema de eliminación directa, a partido único, hasta decidir el campeón. Los partidos de esta fase final de juegan durante el mes de abril en una única sede.

## Palmarés
| Temporada                             | Sede de la final                            | Campeón                                     | Subcampeón                                  | Resultado                                   |
| ------------------------------------- | ------------------------------------------- | ------------------------------------------- | ------------------------------------------- | ------------------------------------------- |
| COPA DE EUROPA - TORNEOS NO OFICIALES |                                             |                                             |                                             |                                             |
| 1968-69                               | Bruselas                                    | Club Egara                                  | MDA Roma                                    | 1-0                                         |
| 1969-70                               | Tarrasa                                     | Club Egara                                  | Laren MHC                                   |                                             |
| 1970-71                               | Roma                                        | 1880 Frankfurt                              | MDA Roma                                    |                                             |
| 1971-72                               | Frankfurt                                   | 1880 Frankfurt                              | EMHC                                        | 5-1                                         |
| 1972-73                               | Frankfurt                                   | 1880 Frankfurt                              | SV Kampong                                  | 2-1                                         |
| COPA DE EUROPA - TORNEOS OFICIALES    |                                             |                                             |                                             |                                             |
| 1973-74                               | Utrecht                                     | 1880 Frankfurt                              | SV Kampong                                  | 1-0                                         |
| 1974-75                               | Frankfurt                                   | 1880 Frankfurt                              | Royal Léopold Club                          | 1-0                                         |
| 1975-76                               | Ámsterdam                                   | Southgate HC                                | Royal Uccle Sport THC                       | 3-2                                         |
| 1976-77                               | Londres                                     | Southgate HC                                | Royal Uccle Sport THC                       | 4-1                                         |
| 1977-78                               | Barcelona                                   | Southgate HC                                | RK Rüsselsheim                              | 5-2                                         |
| 1978-79                               | La Haya                                     | Klein Zwitserland                           | RC Polo                                     | 2-1                                         |
| 1979-80                               | Barcelona                                   | Slough HC                                   | Klein Zwitserland                           | 1-0                                         |
| 1980-81                               | Bruselas                                    | Klein Zwitserland                           | SKA Sverlovsk                               | 4-0                                         |
| 1981-82                               | Versalles                                   | Dinamo Almá-Atá                             | Klein Zwitserland                           | 4-3                                         |
| 1982-83                               | La Haya                                     | Dinamo Almá-Atá                             | Klein Zwitserland                           | 4-2                                         |
| 1983-84                               | Tarrasa                                     | 1846 Frankenthal                            | Royal Uccle Sport THC                       | 3-2                                         |
| 1984-85                               | Frankenthal                                 | Atlètic Terrassa HC                         | Klein Zwitserland                           | 3-0                                         |
| 1985-86                               | Utrecht                                     | SV Kampong                                  | HTC Uhlenhorst                              | 2-1                                         |
| 1986-87                               | Tarrasa                                     | HC Bloemendaal                              | Atlètic Terrassa HC                         | 2-2 (p. 4-1)                                |
| 1987-88                               | Bloemendaal                                 | HTC Uhlenhorst                              | HC Bloemendaal                              | 3-3 (p. 4-3)                                |
| 1988-89                               | Mülheim                                     | HTC Uhlenhorst                              | Atlètic Terrassa HC                         | 2-0                                         |
| 1989-90                               | Frankfurt                                   | HTC Uhlenhorst                              | Atlètic Terrassa HC                         | 2-0                                         |
| 1990-91                               | Wassenaar                                   | HTC Uhlenhorst                              | Atlètic Terrassa HC                         | 4-2                                         |
| 1991-92                               | Ámsterdam                                   | HTC Uhlenhorsto                             | Atlètic Terrassa HC                         | 7-2                                         |
| 1992-93                               | Bruselas                                    | HTC Uhlenhorst                              | Club Egara                                  | 1-0                                         |
| 1993-94                               | Bloemendaal                                 | HTC Uhlenhorst                              | HC Bloemendaal                              | 2-0                                         |
| 1994-95                               | Tarrasa                                     | HTC Uhlenhorst                              | Amsterdamsche H&BC                          | 1-0                                         |
| 1995-96                               | Mülheim                                     | HTC Uhlenhorst                              | Amsterdamsche H&BC                          | 3-0                                         |
| 1996-97                               | Ámsterdam                                   | HGC                                         | Harvestehuder THC                           | 4-3                                         |
| 1997-98                               | Tarrasa                                     | Atlètic Terrassa HC                         | Amsterdamsche H&BC                          | 2-1                                         |
| 1998-99                               | Tarrasa                                     | HC 's-Hertogenbosch                         | Club Egara                                  | 2-1                                         |
| 1999-00                               | Cannock                                     | Der Club an der Alster                      | HC Bloemendaal                              | 1-1 (p. 5-3)                                |
| 2000-01                               | Bloemendaal                                 | HC Bloemendaal                              | Harvestehuder THC                           | 3-1                                         |
| 2001-02                               | Amberes                                     | Der Club an der Alster                      | HC ’s-Hertogenbosch                         | 2-2 (p. 5-2)                                |
| 2002-03                               | Bruselas                                    | Reading HC                                  | RC Polo                                     | 1-1 (p. 4-2)                                |
| 2003-04                               | Barcelona                                   | RC Polo                                     | Der Club an der Alster                      | 1-0                                         |
| 2004-05                               | Ámsterdam                                   | Amsterdamsche H&BC                          | Reading HC                                  | 1-0                                         |
| 2005-06                               | Cannock                                     | HTC Stuttgarter Kickers                     | Atlètic Terrassa HC                         | 3-1                                         |
| 2006-07                               | Bloemendaal                                 | Crefelder HTC                               | ONO Atlètic Terrassa HC                     | 1-0                                         |
| EUROHOCKEY LEAGUE                     |                                             |                                             |                                             |                                             |
| 2007-08                               | Róterdam                                    | UHC Hamburgo                                | HGC                                         | 1-0                                         |
| 2008-09                               | Róterdam                                    | HC Bloemendaal                              | UHC Hamburgo                                | 5-4                                         |
| 2009-10                               | Ámsterdam                                   | UHC Hamburgo                                | HC Rotterdam                                | 3-1                                         |
| 2010-11                               | La Haya                                     | HGC                                         | Club de Campo                               | 1-0                                         |
| 2011-12                               | Ámsterdam                                   | UHC Hamburgo                                | Amsterdamsche H&BC                          | 2-2 (p. 2-1)                                |
| 2012-13                               | Bloemendaal                                 | HC Bloemendaal                              | KHC Dragons                                 | 2-0                                         |
| 2013-14                               | Eindhoven                                   | Harvestehuder THC                           | MHC Oranje Zwart                            | 2-2 (p. 3-1)                                |
| 2014-15                               | Bloemendaal                                 | MHC Oranje Zwart                            | UHC Hamburgo                                | 1-1 (p. 6-5)                                |
| 2015-16                               | Barcelona                                   | SV Kampong                                  | Amsterdamsche H&BC                          | 2-0                                         |
| 2016-17                               | Brasschaat                                  | Rot-Weiss Köln                              | HC Oranje-Rood                              | 3-2                                         |
| 2017-18                               | Bloemendaal                                 | HC Bloemendaal                              | SV Kampong                                  | 8-2                                         |
| 2018-19                               | Eindhoven                                   | Waterloo Ducks HC                           | Rot-Weiss Köln                              | 4-0                                         |
| 2019-20                               | Cancelada debido a la pandemia de COVID-19. | Cancelada debido a la pandemia de COVID-19. | Cancelada debido a la pandemia de COVID-19. | Cancelada debido a la pandemia de COVID-19. |
| 2020-21                               | Amstelveen                                  | HC Bloemendaal                              | Atlètic Terrassa HC                         | 5-2                                         |
| 2021-22                               | Ámsterdam                                   | HC Bloemendaal                              | Rot-Weiss Köln                              | 4-0                                         |
| 2022-23                               | Ámsterdam                                   | HC Bloemendaal                              | Rot-Weiss Köln                              | 1-0                                         |
| 2023-24                               | Ámsterdam                                   | Pinoké                                      | Kampong                                     | 1-0                                         |
| 2024-25                               | Bolduque                                    | La Gantoise HC                              | HC Bloemendaal                              | 5-2                                         |